# Norellisoma lituratum
Norellisoma lituratum is een vliegensoort uit de familie van de drekvliegen (Scathophagidae). De wetenschappelijke naam van de soort is voor het eerst geldig gepubliceerd in 1826 door Wiedemann in Meigen.